# Tommy Dickson
Pour les articles homonymes, voir Dickson.
Tommy Dickson, né le 16 juillet 1929 à Belfast (Irlande du Nord) et mort dans la même ville le 31 décembre 2007, est un footballeur nord-irlandais de la fin des années 1940 aux années 1960. Il est considéré comme le meilleur joueur de tous les temps de Linfield FC, club dont il est le joueur le plus capé et le meilleur buteur, ainsi que l'un des meilleurs joueurs du championnat nord-irlandais.
Il est surnommé The Duke of Windsor par les supporters de Linfield.

## Carrière

### En club
Dickson commence sa carrière de joueur au Brantwood FC où ses performances attirent l'intérêt du Belfast Celtic, l'un des plus importants clubs du football nord-irlandais de l'époque. L'entraîneur, Elisha Scott, lui fait une offre qu'il décline, préférant signer pour Linfield qu'il rejoint lors de la saison 1948-1949.
Après son arrivée, il joue d'abord une saison au sein de l'équipe réserve du club, Linfield Swift, avec laquelle il remporte deux trophées. Il fait néanmoins sa première apparition en équipe première le 28 août 1948 face à Ballymena United lors d'un match de City Cup. Il fait partie de l'équipe de Linfield entraînée par Isaac McDowell qui remporte 7 trophées lors de la saison 1961-1962.
Doté de bonnes qualités techniques ainsi que d'une bonne vision de jeu, il marque 454 buts en 660 matchs pour les Blues. Ses performances lui valent d'attirer l'intérêt des Glasgow Rangers, qui avaient déjà acheté Billy Simpson à Linfield, ainsi que celui de Hull City. Hull City fait une offre de 8 000 livres sterling que Linfield refuse, ne souhaitant céder le joueur que pour 10 000 £.
Son contrat n'étant pas renouvelé par Linfield en avril 1965, il part rejoindre les rivaux de Glentoran lors d'un transfert sulfureux. Il joue 9 matchs avec les Glens, l'un d'eux face à Linfield à The Oval, avant de prendre sa retraite sportive.

### Football international
Joueur très important du championnat nord-irlandais, il joue à 21 reprises pour le Irish League XI (en) y inscrivant 8 buts. Il fait partie de l'équipe qui défait le onze de l'English Football League 5 à 2 à Windsor Park, match au cours duquel il inscrit deux buts. Il joue également un match pour l'équipe nationale en 1956 face à Écosse à Hampden Park.